# Carlos Matheu
Carlos Javier Matheu (n. Quilmes, Provincia de Buenos Aires, Argentina; 13 de mayo de 1985) es un exfutbolista argentino. Jugaba de defensor.
Actualmente es director técnico del equipo de reserva de independiente 

## Trayectoria

### Independiente
Se integró a las inferiores del Club Atlético Independiente, donde comenzó su carrera como futbolista. 
Debutó en Primera División el 2 de octubre de 2004, jugando contra Vélez Sarsfield (0-2). 
Durante la temporada 2006-2007 no tuvo muchas presencias, ni tampoco cumplió con actuaciones destacadas, pero con la lesión de Leandro Gioda en agosto de 2007, el nuevo director técnico, Pedro Troglio, le dio la titularidad en el Torneo Apertura. Jugó 12 partidos, participó 945 minutos en la cancha, recibió 3 tarjetas amarillas y ninguna roja y convirtió 4 goles.
En el Torneo Clausura 2008 volvió a tener buenas actuaciones, logrando la definitiva consolidación en el equipo.
En julio de 2008 estuvo a punto de ser vendido al FC Lokomotiv Moscú de Rusia, pero un examen médico mostró una pequeña irregularidad en su corazón y el club ruso pidió una rebaja de su cotización, algo que Independiente no aceptó, frustrándose de esta manera su transferencia.

### Cagliari
A pesar de la decepción, el Cagliari Calcio y un equipo de España se interesaron por él, y por una cifra de 3,5 millones de dólares, fue transferido al Cagliari.

### Regreso a Independiente
En agosto de 2008, firmó nuevamente con Independiente un contrato por 3 años, y el club le compró la parte que había vendido un año atrás al Cagliari.
En diciembre de 2010 ganó la Copa Sudamericana 2010 con Independiente, siendo capitán del equipo en el partido de vuelta de la final contra Goiás.

### Atalanta
En junio de 2012, Independiente debía pagar dos millones de dólares a un grupo empresario para que el jugador continúe en el club y, al no hacerlo, el jugador quedó libre y firmó con el Atalanta Bergamasca Calcio, de la Serie A de Italia.

### Siena
En 2013 pasó al Robur Siena S.S.D. de la Serie B, por una temporada y media.

### Defensa y Justicia
A principios de 2014 fue incorporado al Club Social y Deportivo Defensa y Justicia, de la Primera División de Argentina.

### Banfield
En 2016 fue transferido a Banfield, debutando el 5 de febrero en la victoria por 2-0 frente a Gimnasia. Con el transcurso de las fechas tuvo un gran rendimiento y jugó todos los partidos, dentro de un flojo campeonato del equipo.

### Huracán
Tras destacadas actuaciones, que llevaron a clasificar al equipo a la Copa Libertadores 2018, en agosto de 2017 pasó a ser parte del plantel del Club Atlético Huracán, para disputar la Superliga Argentina 2017-18.

### Peñarol
Matheu decidió irse del país y por primera vez jugar en Sudamérica fuera de Argentina. Por eso, se convirtió en refuerzo de Peñarol de Uruguay. En el Carbonero jugó solo 5 partidos pero fue campeón con el club rioplatense en la Primera División 2018.

### Unión Española
A principios de 2019, Matheu cambió Uruguay por Chile para jugar en Unión Española. Allí solo jugó 5 partidos.

### Quilmes
En agosto de 2019 regresó al país para jugar en el equipo de su ciudad, Quilmes, de la Primera Nacional. Debutó el 2 de noviembre en la derrota por 1-2 frente a Villa Dálmine.

## Selección nacional
Un día después de lograr con Independiente el Triangular de Salta, Diego Armando Maradona lo convocó para disputar el partido amistoso frente a Costa Rica en la ciudad de San Juan, el 26 de enero de 2010.
En dicho partido, Matheu sólo juega los primeros 2 minutos, ya que salió lesionado, con una rotura de ligamentos.

## Estadísticas

### Clubes
| Club                | País                | Año                 | Part. | Goles | Prom. |
| ------------------- | ------------------- | ------------------- | ----- | ----- | ----- |
| Independiente       | Argentina           | 2004-2008           | 57    | 5     | 0,09  |
| Cagliari            | Italia              | 2008-2009           | 16    | 0     | 0,00  |
| Independiente       | Argentina           | 2009-2012           | 52    | 3     | 0,06  |
| Atalanta            | Italia              | 2012-2013           | 6     | 0     | 0,00  |
| Siena               | Italia              | 2013-2014           | 11    | 0     | 0,00  |
| Defensa y Justicia  | Argentina           | 2014-2016           | 29    | 1     | 0,03  |
| Banfield            | Argentina           | 2016-2017           | 43    | 1     | 0,02  |
| Huracán             | Argentina           | 2017-2018           | 6     | 0     | 0,00  |
| Peñarol             | Uruguay             | 2018                | 5     | 0     | 0,00  |
| Unión Española      | Chile               | 2019                | 5     | 0     | 0,00  |
| Quilmes             | Argentina           | 2019-2020           | 14    | 0     | 0,00  |
| Total en su carrera | Total en su carrera | Total en su carrera | 240   | 10    | 0,04  |

- Actualizado al último partido disputado, el 24 de enero de 2021: Atlético de Rafaela 2-2 Quilmes.

### Selección nacional
| Selección     | Año           | Amistosos | Amistosos | Eliminatorias | Eliminatorias | Mundial | Mundial | Copa América | Copa América | Total | Total | Media goleadora |
| Selección     | Año           | PJ        | G         | PJ            | G             | PJ      | G       | PJ           | G            | PJ    | G     | Media goleadora |
| ------------- | ------------- | --------- | --------- | ------------- | ------------- | ------- | ------- | ------------ | ------------ | ----- | ----- | --------------- |
| Absoluta      | 2010          | 1         | 0         | -             | -             | -       | -       | -            | -            | 1     | 0     | 0               |
| Absoluta      | Total         | 1         | 0         | 0             | 0             | 0       | 0       | 0            | 0            | 1     | 0     | 0               |
| Total carrera | Total carrera | 1         | 0         | 0             | 0             | 0       | 0       | 0            | 0            | 0     | 0     | 0               |

## Palmarés

### Torneos nacionales
| Título              | Club    | País    | Año  |
| ------------------- | ------- | ------- | ---- |
| Torneo Clausura     | Peñarol | Uruguay | 2018 |
| Campeonato Uruguayo | Peñarol | Uruguay | 2018 |

### Campeonatos internacionales
| Título            | Club          | Sede       | Año  |
| ----------------- | ------------- | ---------- | ---- |
| Copa Sudamericana | Independiente | Avellaneda | 2010 |